# Wiktor Felicjan Przelaskowski

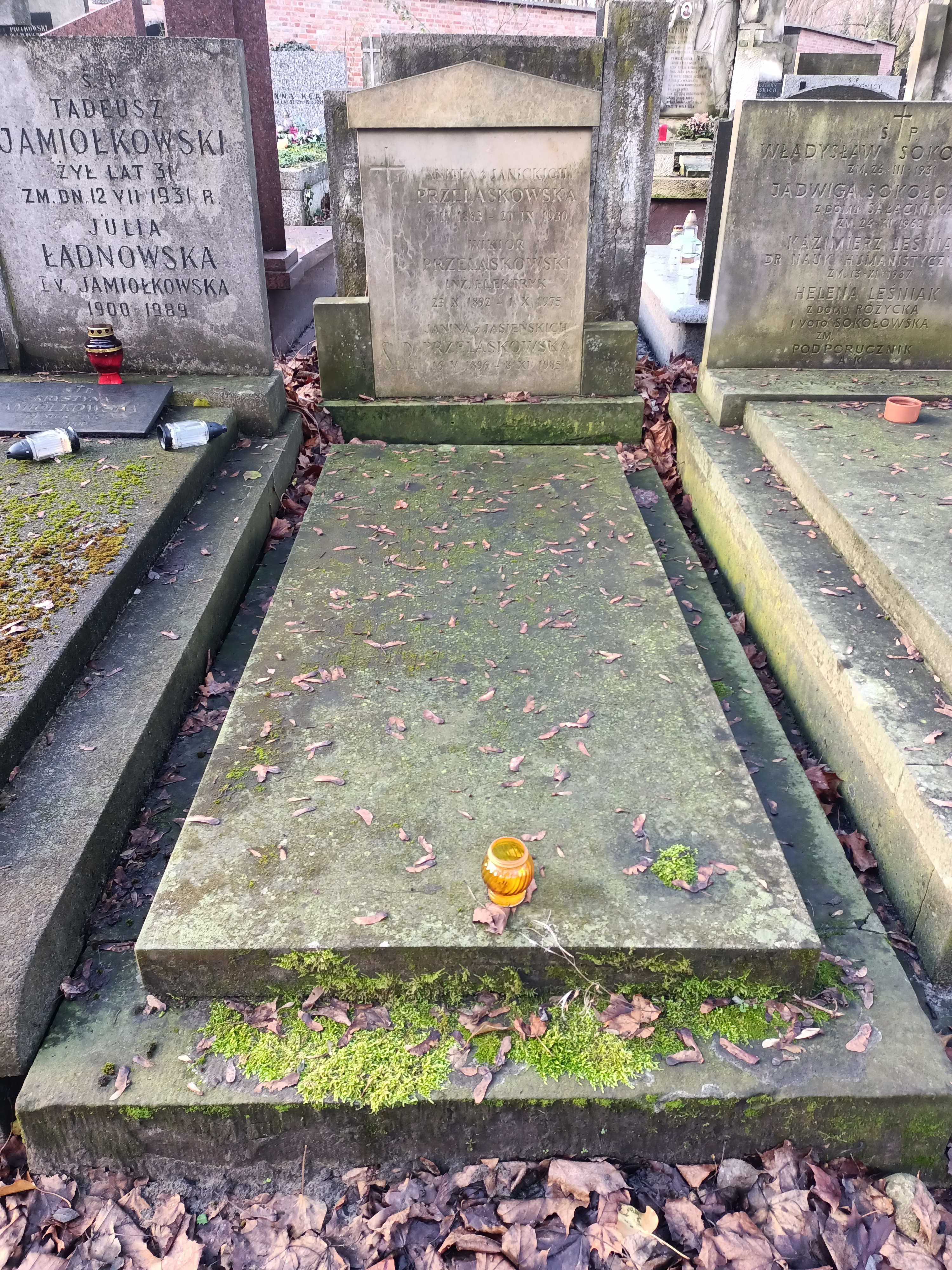
Grób Wiktora Przelaskowskiego na cmentarzu Powązkowskim

Wiktor Felicjan Przelaskowski (ur. 23 października 1892 w Mińsku, zm. 1 października 1975 w Warszawie) – inżynier elektryk, wykładowca Politechniki Warszawskiej, jeden z organizatorów elektryfikacji kolei w Polsce.

## Życiorys
Pochodził z ziemiańskiej rodziny Przelaskowskich. Był synem Anieli z Janickich i inżyniera geologa Mikołaja Przelaskowskiego. Maturę zdał w gimnazjum w Mińsku, w którym został później nauczycielem. W 1919 r. przyjechał do Warszawy. Był pracownikiem grupy „Siła i Światło”, Warszawskiej Dyrekcji Poczt i Telegrafów, w Szkole Teletechnicznej i w zarządzie Zakładów Ostrowieckich.
Kariera zawodowa – kalendarium
- 1918: dyplom inżyniera elektryka Instytut Elektrotechnicznego w Piotrogrodzie
- 1920–1924: starszy asystent Katedry Urządzeń Elektrycznych (u Stanisława Odrowąża-Wysockiego) na Politechnice Warszawskiej,
- 1924–1928: naczelny inżynier i kierownik budowy Międzymiastowych Kolei Elektrycznych w Zagłębiu Dąbrowskim,
- 1928–1938: kierownik techniczny i wicedyrektor Elektrycznych Kolei Dojazdowych (EKD) w Warszawie,
- 1938–1939: dyrektor Elektrowni Okręgowej i Sieci Elektrycznych w Zagłębiu Dąbrowskim,
- 1940–1945: ponownie kierownik techniczny i wicedyrektor Elektrycznych Kolei Dojazdowych (EKD) w Warszawie,
- 1948–1950: pierwszy dziekan Wydziału Elektrycznego Wieczorowej Szkoły Inżynierskiej w Warszawie,
- 1952–1967: główny inżynier specjalista do spraw rozwoju techniki w Centralnym Biurze Studiów i Projektów Budownictwa Kolejowego w Warszawie,
- 1950–1967: wykłady zlecone z kolejnictwa elektrycznego w Katedrze Elektrotechniki Komunikacyjnej na Politechnice Warszawskiej,
- 1967: emerytura

Na emeryturze był organizatorem konkursów na najlepszą pracę magisterską studentów uczelni technicznych z zakresu miejskiej trakcji elektrycznej organizowanych przez SEP oraz Ministerstwo Gospodarki Terenowej i Ochrony Środowiska.
W roku 1919 ożenił się z Janiną z Jasieńskich. Mieli jednego syna, Jerzego Bohdana (1921–1948).
Zmarł 1 października 1975 w Warszawie, został pochowany na cmentarzu Powązkowskim (kwatera 348-1-12).

## Odznaczenia i wyróżnienia
- Krzyż Oficerski Orderu Odrodzenia Polski[1]
- Złota Odznaka Honorowa SEP[1] i członkostwo honorowe w tej organizacji (1972)[3].